# إديث نورثمان
إديث نورثمان (بالإنجليزية: Edith Northman)‏ (من مواليد 1893- تُوفيت عام 1956) واحدة من أوائل المهندسات في مجال العمارة في جنوب كاليفورنيا. عملت على مجموعة واسعة من المباني في المنطقة بين السكنية والتجارية.

## حياتها وتعليمها
ولدت إديث مورتنسن نورثمان في 8 أكتوبر 1893 في الدنمارك لأب دنماركية وأم سويدية. انتقلت العائلة إلى النرويج عندما كانت في التاسعة من عمرها وبقيت هناك خلال سنوات دراستها الثانوية. انتقلت إلى كوبنهاغن لدراسة الفن في مدرسة ستوديو للفنون. هاجرت العائلة إلى الولايات المتحدة في عام 1914، وبعد عامين انتقلت نورثمان إلى بريغهام سيتي، يوتا حيث عملت هناك في مكتبة. وهناك أصبحت مهتمة بالهندسة المعمارية وفي عام 1918 انتقلت إلى مدينة سولت ليك، حيث حصلت على العمل كرسامة معمارية ل يوجين ر.
لأسباب صحية، انتقلت نورثمان إلى لوس أنجليس في عام 1920، حيث عملت مع المهندس المعماري كلارنس جي. صميل وتم ترقيتها إلى منصب رسامته الرئيسية. فتحت شركتها الخاصة في عام 1926، ولكن بعد ذلك على الفور التحقت بجامعة كاليفورنيا الجنوبية لدراسة الهندسة المعمارية. حصلت على شهادتها من جامعة جنوب كاليفورنيا في عام 1930 ورخصتها المعمارية الدولية في العام التالي.

## عملها
بدأت إديث عملها خلال فترة الكساد الكبير واستمرت ربع قرن، صممت نورثمان أكثر من مائة مبنى مختلفة الأنواع مثل: منازل الأسرة الواحدة، المساكن متعددة العائلات والفنادق والكنائس والمصانع ومحطات الوقود والمباني التجارية. صممت المباني السكنية في جميع أنحاء جنوب كاليفورنيا، بما في ذلك: بيفرلي هيلز، وهانكوك بارك، ويلشاير بارك، ولوس فيليز، ولوس أنجلوس، وبالم سبرينغز. كان أسلوبها في التصميم انتقائى مع عناصر من الأساليب التقليدية الأوروبية (على سبيل المثال في كنيستها اللوثرية الدنماركية ونورماندي مار للشقق الفندقية) والحداثة الأمريكية التقليدية الممزوجة بالبساطة الحديثة.
كان من بعض عملائها على صلة بصناعة السينما منهم الممثل جان هيرشولت. عملت إيديث كمستشارة في فيلم "Woman Chases Man" حيث كانت البطلة مهندسة معمارية. كان أحد أكبر عقودها مع شركة يونيون أويل، التي صممت لها أكثر من 50 محطة وقود على طول الساحل الغربي من سان دييغو إلى فانكوفر. حصلت الشركة على براءتي اختراع لتصميم محطات الغاز الخاصة بها في عام 1934.
تم تصميم فندق «نورماندي مار أبارتمنت» من طابقين في مدينة فريسنو، وهو مستوحى من السرايات الفرنسية ويتميز بسقف مائل للغاية ونوافذ متعددة وأبراج زخرفية ونقوش من الجص. هذا هو العمل الوحيد المعروف من قبل نورثمان في وادي سان جواكين.
خلال الحرب العالمية الثانية، عملت نورثمان على التحصينات والمستشفيات والمراحيض وغيرها من المشاريع المتعلقة بالبناء لصالح فيلق القوات البرية الأمريكي الهندسي. بعد الحرب عادت إلى عملها الخاص، وتخصصت في المباني السكنية الكبيرة والفنادق في لوس أنجلوس وبالم سبرينغز.
في أوائل 1950، أُصيبت نورثمان بمرض باركنسون وكانت غيرة قادرة على حمل القلم الرصاص واضطرت إلى التقاعد. توفيت في عام 1956 في مدينة سولت لايك.
كان جاك أندرسون، كاتب العمود في واشنطن العاصمة، هو ابن أخت نورثمان.

## قائمة جزئية من المباني التي صممتها
- الكنيسة الدنماركية اللوثرية، لوس أنجلوس (1937)[2]
- إنسلي هاوس، لوس أنجلوس (1940)[4]
- فندق نورماندي مار أبارتمنت، فريسنو (1939)[5]
- لوريل مانور أبارتمنتس، وست هوليوود (1940)

## منشورات
- «بيت الخرسانة الصغير». كاليفورنيا للفنون والعمارة، مجلد رقم. 55-56، 1939.